# Lia Freitas
Lia Savignia de Freitas é uma ex-voleibolista indoor brasileira que atuou como levantadora conquistou pela Seleção Brasileira Feminina de Voleibol quadro medalhas de ouro em edições do Campeonato Sul-Americano e também foi medalhista de ouro nos Jogos Pan-Americanos de 1959 em Chicago e também na edição de 1963 em São Paulo.

## Carreira
Jogadora mineira,atuou como levantadora e foi na década de 50 atleta do Mackenzie E.C., com o qual conquistou o título do Campeonato Brasileiro de Clubes Campeões em 1963.Também foi destaque na Seleção Brasileira, sagrando-se tetracampeã do Campeonato Sul-Americano nos anos de 1956, 1958, 1961 e 1962, além da conquista dos ouros nos Jogos Pan-Americanos de 1959 e 1963, chegando a disputar a edição do Campeonato Mundial de 1962 em Moscou.

## Títulos e Resultados
- 1963-Campeã do Campeonato Brasileiro de Clubes Campeões[1]
- 1962-8º Lugar do Campeonato Mundial(Moscou,  União Soviética)[7]
- 1957-Campeã do Campeonato Mineiro[1]